# Văleni (Neamț)
Văleni è un comune della Romania di 1 759 abitanti, ubicato nel distretto di Neamț, nella regione storica della Moldavia. 
Il comune è formato dall'unione di 4 villaggi: David, Moreni, Munteni, Văleni.
Văleni è divenuto comune autonomo nel 2004, staccandosi dal comune di Botești.